# Dídima

Situación de Dídima en la desembocadura del Menderes.

Dídima (en griego antiguo: Δίδυμα), también llamada Bránquidas, es una antigua ciudad de Asia Menor, famosa por su santuario oracular de Apolo. Sus restos se encuentran cerca de la moderna Didim (en Anatolia, Turquía).
El templo helenístico de Apolo tiene un tamaño de (118 m x 60 m) que no se puede comparar, en Jonia, más que con el Hereo de Samos y con el templo de Artemisa de Éfeso. Se encuentra entre los grandes edificios de la Antigüedad mejor conservados.

## Santuarios y oráculos

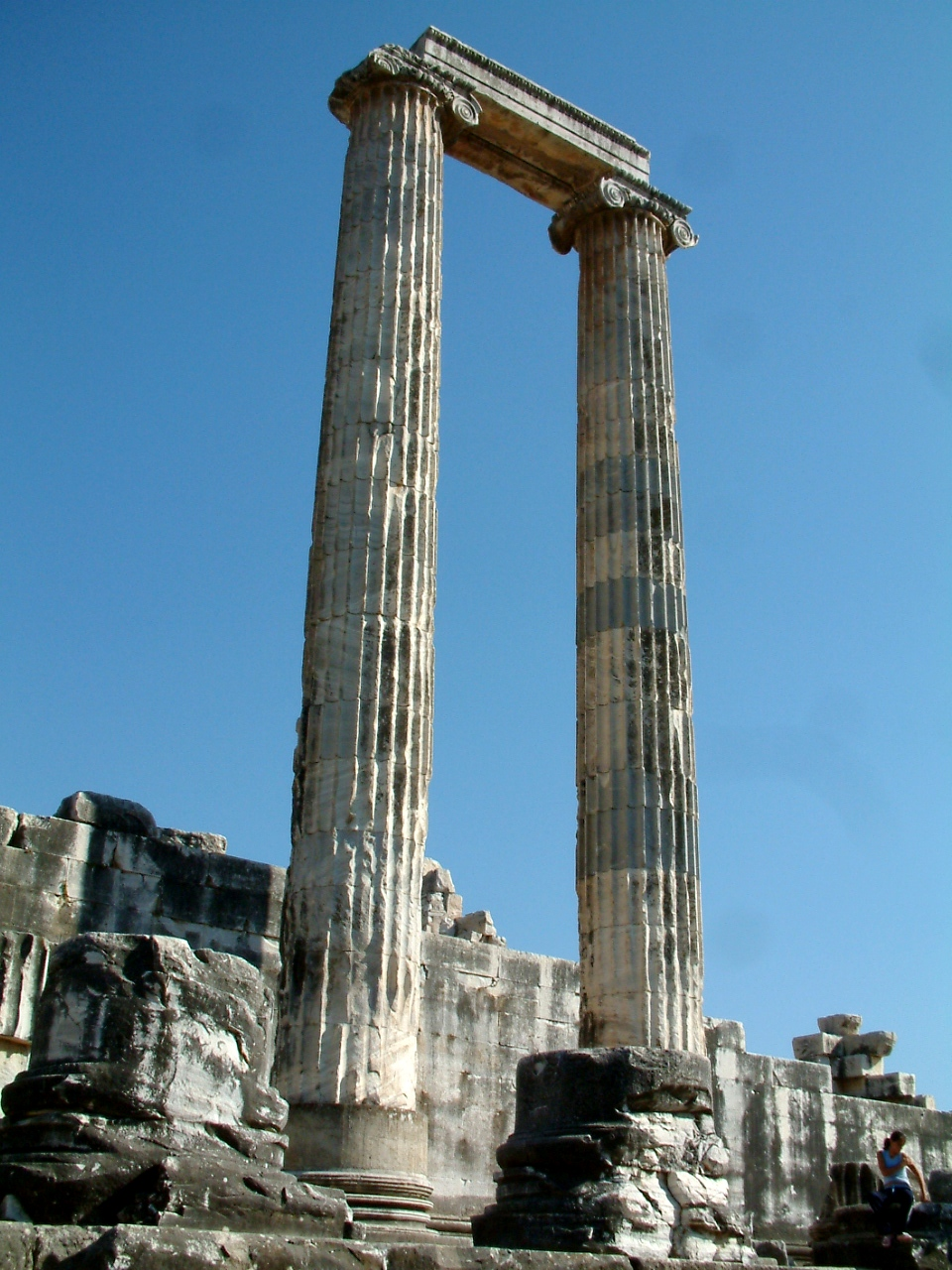
Columnas jónicas unidas por una sección del arquitrabe.

El asentamiento de Dídima está muy ligado al de Mileto, ubicado a una distancia de 16,4 km al norte. El acceso ordinario era por mar; en el siglo VI a. C. una vía sagrada, utilizada por los peregrinos y las procesiones, conectaba el puerto de Mileto con el santuario de Apolo.
Los autores griegos y romanos se referían a Dídima aludiendo a que tenía dos templos gemelos o dos templos de los dos gemelos, Apolo y Artemisa.  
Por otra parte, Wilamowitz sugiere una conexión entre Cibeles Dindimenia y Cibeles del Monte Dídimo.

## Origen y significado del nombre «Dídima»
El origen del nombre es controvertido, a pesar de su aparente claridad. Los griegos sólo podían asociarlo a los gemelos (en griego: Δίδυμοι, Didymoi) Apolo y Artemisa, pero no es imposible que el nombre se remonte a una forma más o menos similar del período cario anterior. Además de Dídima, el lugar también era designado en la Antigüedad con el topónimo alternativo de Bránquidas.

## Historia
La primera fuente que alude al templo y oráculo de Dídima parece ser el Himno Homérico a Apolo (III,180), donde se cita, sin embargo, a Mileto como uno de los lugares donde imperaba Apolo. 
Heródoto (I,146; I,157) y Pausanias (VII,2,6) indican que los jonios llegaron a Dídima durante el primer milenio a. C. y asimilaron un culto y un santuario ya existentes, algo que la arqueología no ha podido confirmar. La leyenda cuenta que en este lugar del oráculo, Leto habría concebido de Zeus a su hijo Apolo. Más tarde, Apolo se habría enamorado de un pastor local llamado Branco, y le habría dado el don de la clarividencia. Es de este ancestro pastor del que recibían el nombre los Bránquidas, clan de sacerdotes de Apolo Didimeo y de donantes que ejercieron la autoridad sobre el santuario desde las guerras médicas hasta la época helenística. Posteriormente, los sacerdotes eran elegidos entre las familias de mayor rango de Mileto.
El oráculo fue muy famoso en el siglo VII a. C. en todo el mundo griego y más allá: Heródoto informa de valiosas ofrendas que procedían del faraón Necao II y de Creso, rey de Lidia. También informa que después del fracaso de la revuelta jónica y la caída de Mileto en el 494 a. C., el rey persa Darío I saqueó y quemó el templo y el oráculo de Dídima. Estrabón y Pausanias nos han informado de que Jerjes I destruyó el santuario de Dídima después de su derrota en Platea en el 479 a. C. Los Bránquidas habrían entregado entonces al rey persa los tesoros del templo y huyeron con él. Las excavaciones arqueológicas no han localizado ningún rastro de fuego en estas dos fechas.
El oráculo de Dídima fue el más renombrado del periodo helenístico. Durante el último tercio del IV a. C., el santuario quedó bajo el control directo de la ciudad de Mileto, quien inició la reconstrucción del templo de Apolo, y enviaba funcionarios cada año como sacerdotes y servidores del oráculo. La estatua de bronce de Apolo, que había sido entregada por los Bránquidas a Jerjes fue restituida al templo por Seleuco.
En la época romana, Trajano hizo reparar la Vía Sacra y el área del santuario, mientras que el emperador Adriano hizo construir allí el mismo oráculo. El culto terminó en el siglo IV, y Dídima pasó a ser una diócesis. El santuario fue dañado por terremotos en los siglos VII y XV; este último provocó el abandono de la colonia, que volvió a estar habitada en el siglo XVIII. Desde entonces, el santuario se convirtió en lugar de estudios arqueológicos, por equipos de franceses, ingleses y alemanes. Varias partes del templo se conservan en el Museo del Louvre, el Museo Británico y el Museo de Pérgamo de Berlín.

## Restos arqueológicos

### Templo de Apolo
El templo helenístico tenía dos antecesores en el período arcaico: uno en torno al 700 a. C. y el segundo en el siglo VI a. C., ya rodeados con pórticos sustentados en columnas. Había una estatua de Apolo que había sido hecha por Cánaco de Sición. El templo arcaico es poco conocido, ya que se encuentra enterrado bajo el edificio helenístico. Todavía quedan algunos restos, visibles en el patio.
La construcción del gran templo helenístico que puede verse hoy en día debió comenzarse hacia el año 330 a. C., después de la visita de Alejandro Magno en el año 334 a. C. y la incorporación del santuario a la ciudad de Mileto. Los planos fueron ejecutados por los arquitectos Dafnis de Mileto y Peonio de Éfeso, este último uno de los arquitectos más famosos de su tiempo. 

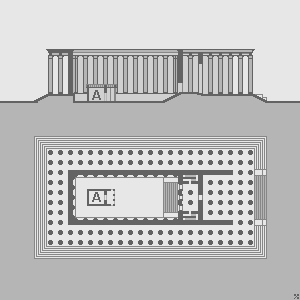
Reconstrucción del templo de Apolo.
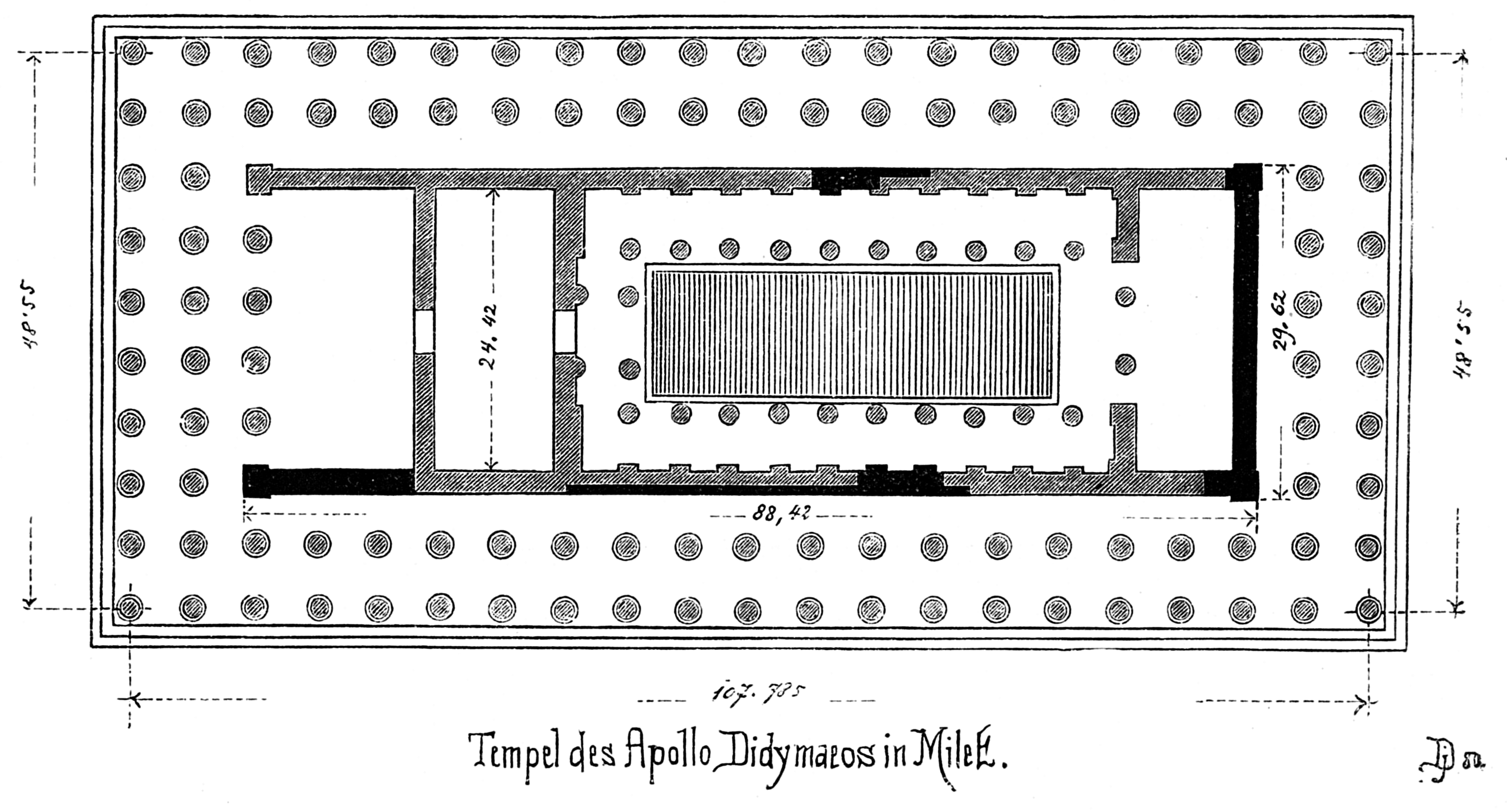
Planta del templo.

#### Exterior

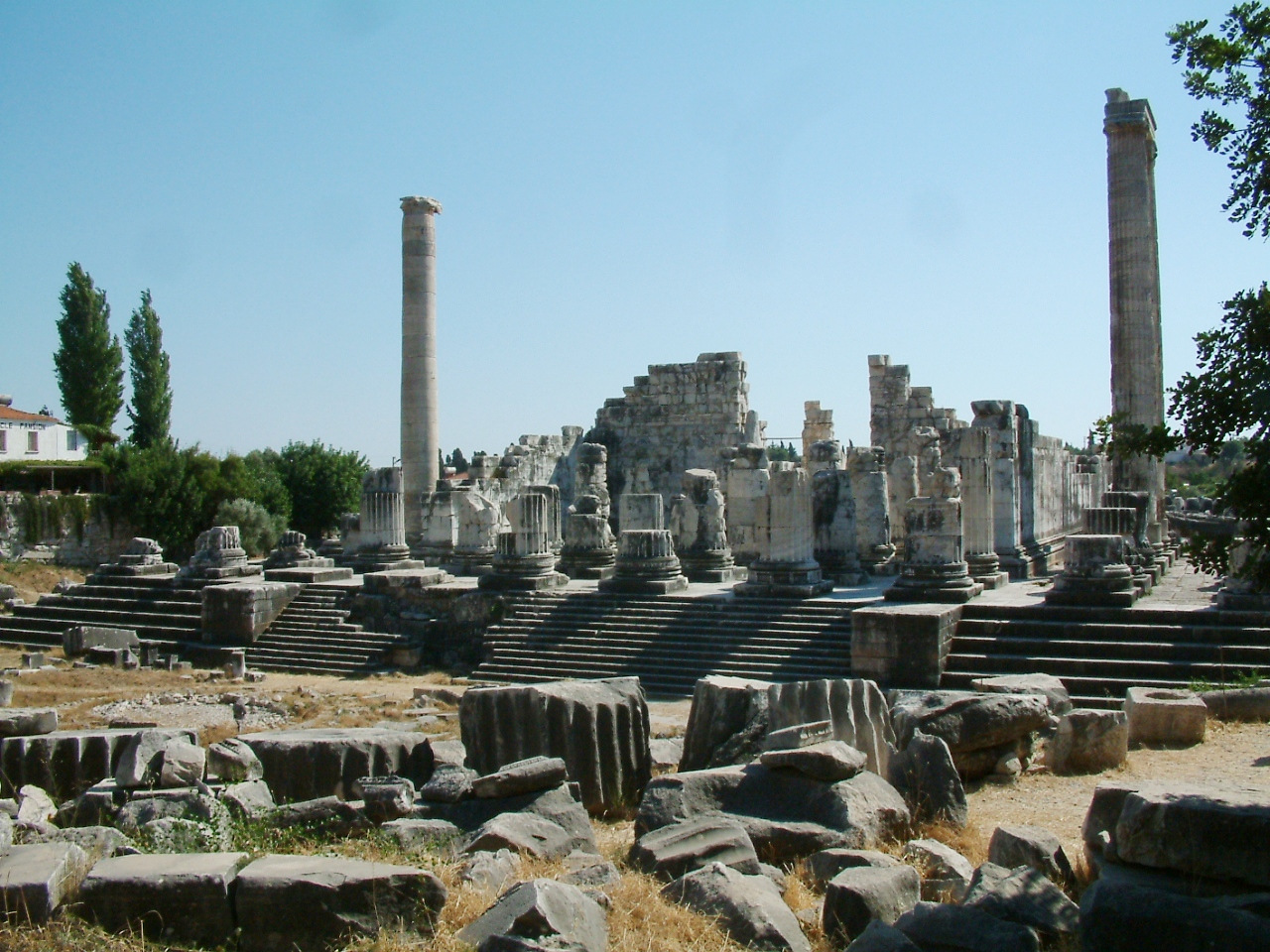
Ruinas del templo de Apolo.

El templo, flanqueado por dos pórticos hipóstilos, presenta 10 x 21 columnas exteriores y 8 x 19 columnas interiores. El estilóbato (sub-basamento del templo) tiene 51 m x 109 m. Había un total de 120 columnas jónicas, enormes, con una altura de 19,70 m. El arquitrabe estaba decorado enteramente con motivos tallados de plantas, leones y cabezas de gorgonas, una de las cuales es visible todavía en el suelo cerca de la entrada. Esta máscara de Gorgona, destinada a aterrorizar a los enemigos de Apolo, está estilizada para ser vista desde una gran distancia y permitir el juego de sombras y luces. Así, esta máscara tiene una consideración estética, que poco a poco va a suplantar la función de simple protección, y que se volverá a encontrar en los mascarones del Renacimiento italiano.
La galería periférica se encuentra sobre un pedestal o sub-basamento con siete peldaños. Su entrada está ubicada hacia el este y se accede a través de una escalera de 14 escalones. Desde ahí, se llega, después de pasar por la galería, al prodomos dodecástilo (de 4 x 3 columnas). En lugar de una puerta de cella, aquí hay un portal de más de 14 metros de altura con un umbral de unos 1,5 metros de altura, que por lo tanto era infranqueable. Dentro del templo, al lado del portal se abren dos túneles abovedados que son el único acceso al patio interior.

#### Interior
En el interior del templo hay un patio, llamado por las inscripciones el ádyton. En la parte occidental del patio están los cimientos de un edificio de 14,23 m × 8,24 m, que servía de protección a una fuente de agua dulce. La importancia de esta fuente es grande debido a que el santuario está situado en una meseta de piedra caliza de aguas duras. En el lado este del patio, entre las dos galerías del túnel, una escalera de 24 escalones lleva a una pared con tres puertas (Trithyron). Este muro tiene dos pilastras corintias y forman en el patio una fachada arquitectónica. Detrás de ella hay una sala con dos escaleras opuestas, así como el Gran Portal. Una vez más, los umbrales de 50 cm son bastante altos y no se podían franquear sin ayuda. Los edificios con escaleras eran llamados labyrinthoi. Toda esta construcción fue diseñada claramente para el culto. Sobre la utilidad y función de estos elementos arquitectónicos, solamente se pueden hacer suposiciones.

#### Un santuario hípetro

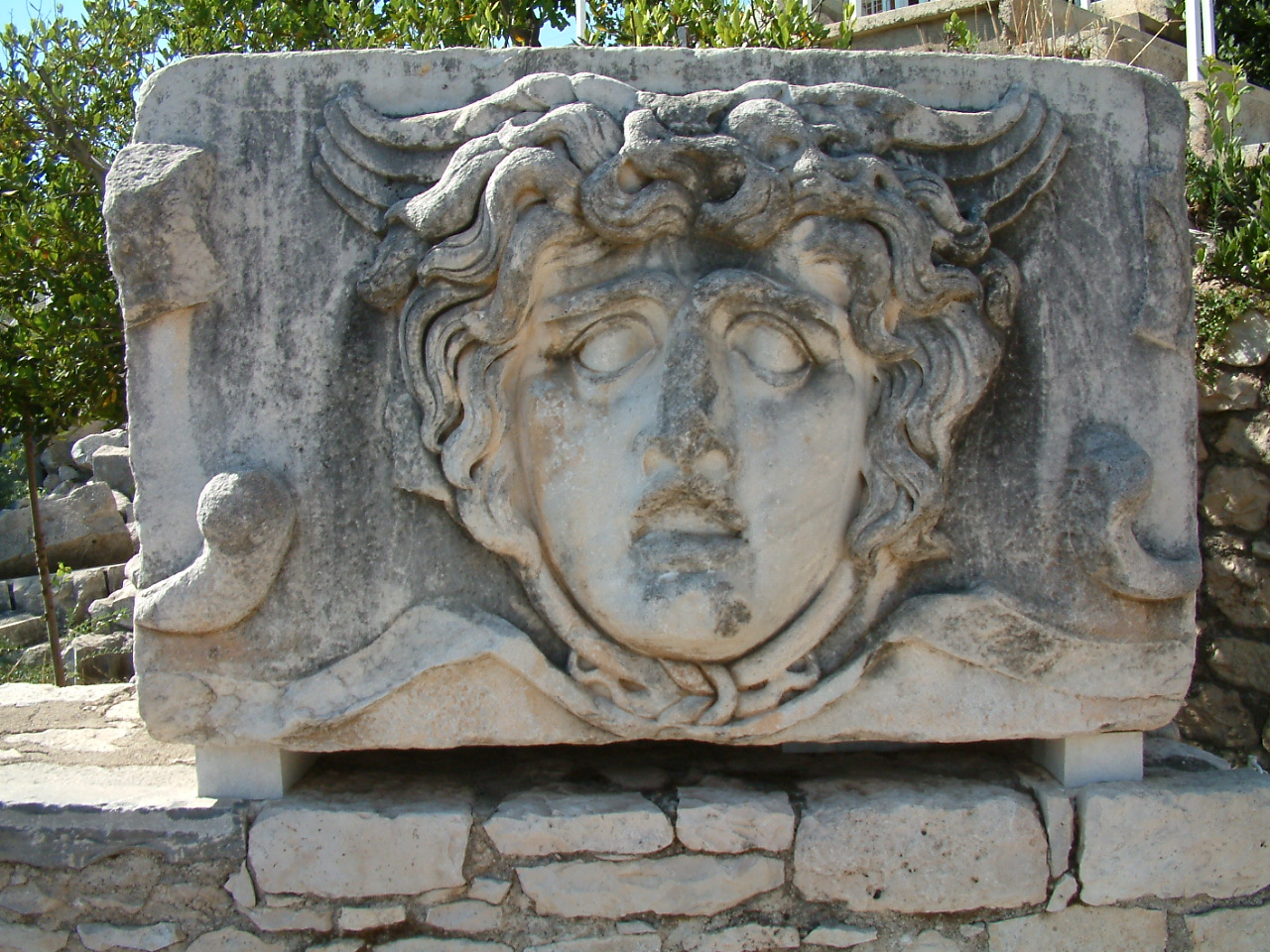
Cabeza de Medusa.

A pesar de seis siglos de trabajo, el templo nunca fue terminado. Estrabón cuenta que el templo, debido a su tamaño, no estaba cubierto por lo que es un santuario hípetro. De hecho, las zonas del prodomos y de las galerías exteriores nunca tuvieron un techo, y se constata que el último arreglo de las paredes nunca fue llevado a efecto. En 1979 L. Haselsberger descubrió unos dibujos de la construcción que consisten en planos del emplazamiento de las columnas, las estructuras y otros elementos arquitectónicos. Aparecen grabados en las paredes grandes dibujos elaborados con regla y compás en superficies de hasta 25 metros, con precisión milimétrica.
Dídima fue, con Delfos, Dodona y Claros, uno de los oráculos griegos más importantes. Se desconoce el ritual completo de las profecías pero lo que es seguro es que, en su forma final, se formulaban en verso por los sacerdotes.
El santuario prosperó hasta finales del siglo I al II.

### Estadio
Al sureste del templo se encuentra el estadio, en el que se organizaban competiciones, desde alrededor del año 200 a. C. Las gradas del estilóbato, al sureste del templo, sirvieron de asientos para los espectadores.

### Teatro
En el año 2010 se encontraron unos restos arqueológicos que pertenecen a un antiguo teatro.

### Posible templo de Artemisa
Las excavaciones del equipo alemán de arqueólogos dirigidos por Helga Bumke investigan desde 2012 los restos de los cimientos de un santuario helenístico que podría ser el dedicado a Artemisa.